# Crosara (Marostica)
Crosara (talvolta Crosara San Bortolo per distinguerla da Crosara San Luca, ovvero San Luca; Kroitzabeg o Khroitzabek in cimbro) è una frazione del comune italiano di Marostica, in provincia di Vicenza.

## Geografia fisica
Sorge a nord del capoluogo comunale, lungo il versante meridionale dell'Altopiano di Asiago, non lontano dal confine col Comune di Lusiana Conco.

## Storia
Il toponimo ricalca il termine veneto crosàra che significa "crocevia".

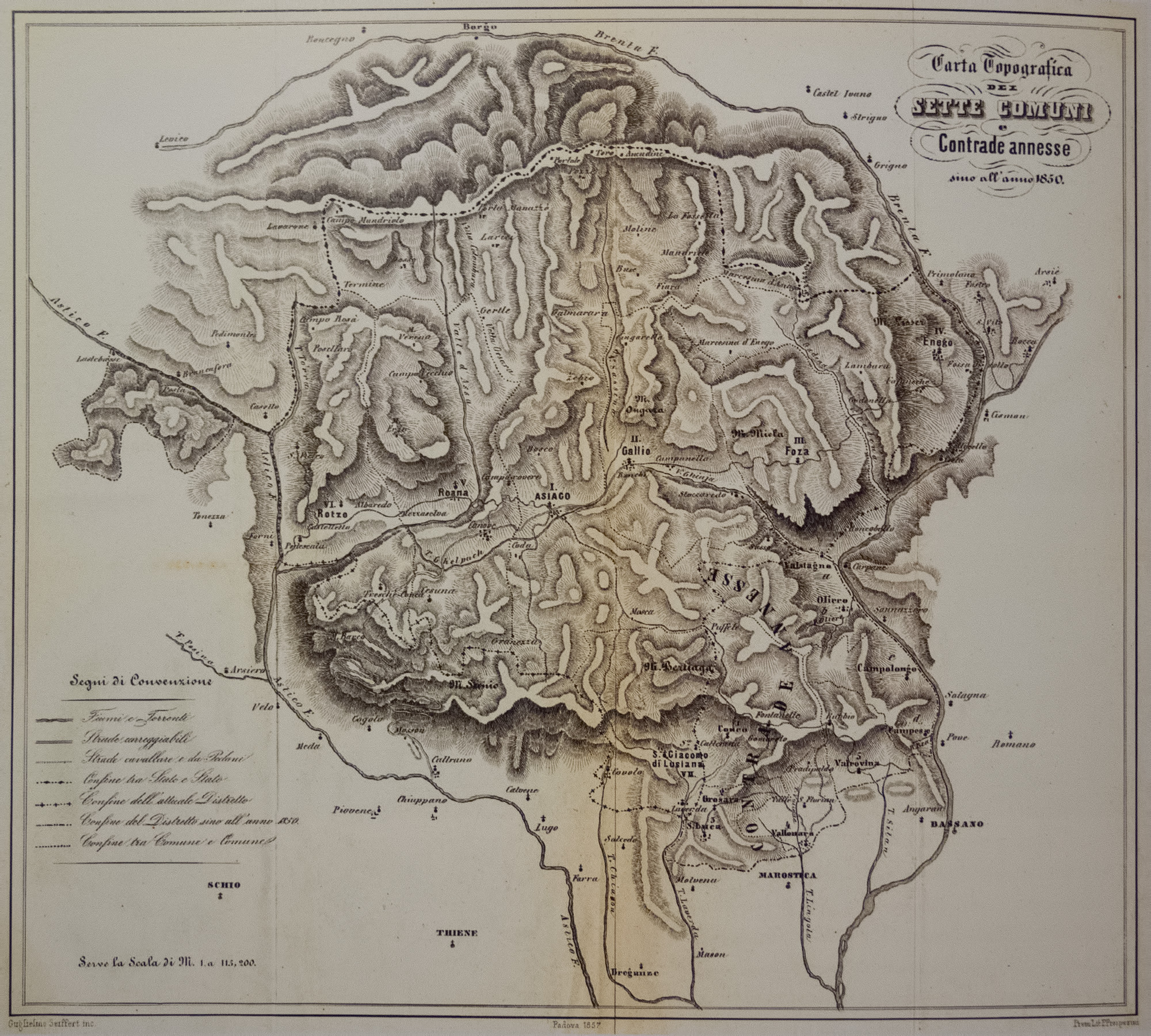
Crosara e i territori della pedemontana all'interno dei confini dei Sette Comuni in una cartina del 1850. Sono indicati anche i vecchi confini comunali di Crosara, Vallonara e Valrovina.

Come le altre frazioni montane del comune, Crosara fu per molto tempo parte della Federazione dei Sette Comuni (era associata a quello di Lusiana). Ancora in epoca contemporanea costituì la sede di un comune autonomo (con frazione San Luca), soppresso e unito a Marostica solo nel 1938.

## Monumenti e luoghi d'interesse

### Chiesa di San Bartolomeo
Nel 1601, in occasione della visita pastorale del vescovo di Padova Marco Corner, gli abitanti di Crosara ottennero il permesso di erigere una chiesa nel paese, che venne costruita nel 1603-1609. L'edificio era però sottoposto alla parrocchia di San Luca e solo nel 1753, dopo le ripetute richieste della comunità, ebbe esso stesso i diritti parrocchiali.
A causa del suo pessimo stato, fu completamente ricostruita tra il 1883 e il 1885. L'ultima consacrazione è del 1953, a conclusione di un restauro iniziato nel 1948.
Al suo interno si conservano alcune opere di pregio. Spicca fra tutte il dossale con Gesù crocifisso tra i santi Domenico e Francesco, esposto sull'altare del Crocifisso e attribuito a Leandro dal Ponte (1590-1610); a lungo ritenuto di scarsa importanza, solo nel 1963 un restauro eseguito da Ennio Verenini ne mise in luce il grande valore artistico. È invece firmata la pala dell'altare maggiore Madonna col Bambino e due santi, una delle ultime opere di Giambattista dal Ponte (1612).

## Cultura

### Ecomuseo della paglia
Allestito nell'ex casa comunale, è dedicato a quella che fu una delle più importanti attività economiche del paese: la produzione di paglia per la realizzazione di cappelli e sporte.
La lavorazione della paglia è attestata sin dalla fine del Seicento ed è proseguita sino alla prima metà del Novecento. Nello spazio sono esposti strumenti del mestiere, fotografie d'epoca e documenti storici, ma anche oggetti di uso comune a testimoniare la vita quotidiana di un tempo.
Il museo è completato da una biblioteca etnografica.